# 에이지 오브 히어로즈
에이지 오브 히어로즈(Age of Heroes)는 에이드리언 비토리아 감독의 영국의 전쟁 액션 영화이다. 2011년 영국에서 개봉했다.

## 줄거리
제2차 세계 대전 중, 탈영 및 상관 폭행으로 군 교도소에 수감되었던 밥 레인즈 상병은 특수 부대인 30 코만도에 합류하게 된다. 엄격한 훈련을 거친 레인즈와 부대원들은 점령된 노르웨이에 침투하여 독일군의 최신 레이더 기술을 탈취하는 극비 임무를 부여받는다. 작전에는 노르웨이 출신으로 지리에 능통한 미 해병대 장교 스테이나르 모르텐센, 그리고 아름다운 스파이 젠슨이 합류한다.
치열한 교전 속에서 레이더 기술 확보에 성공하지만, 탈출 계획에 차질이 생겨 중립국인 스웨덴 국경까지 직접 탈출해야 하는 상황에 놓인다. 독일군은 필사적으로 추격하고, 코만도 부대는 자신들의 임무가 전쟁에 얼마나 중요한 영향을 미치는지 깨닫는다.
기존에 방문했던 농가에서 보급품을 재충전하려 하지만, 이미 독일군에게 발각되어 농민들은 처형당하고 코만도 부대는 포위당한다. 포로로 잡힌 동료의 목숨과 맞바꿔 항복하라는 독일군의 요구에 굴하지 않고, 코만도 부대는 반격에 나선다. 젠슨과 레이더 전문가를 먼저 스웨덴 국경으로 보내고, 나머지는 엄호하며 독일군과 맞선다.
병력이 부족해지자 지휘관은 레인즈와 스테이나르에게 국경으로 탈출하라고 명령하고, 나머지 대원들은 최후까지 저항하며 시간을 번다. 독일군의 추격 속에서 스테이나르는 전사하고, 탄약이 바닥난 레인즈는 자결을 시도하려던 순간, 젠슨과 레이더 전문가가 나타나 독일군을 사살하며 이들을 구한다. 결국 살아남은 세 사람은 눈 덮인 계곡을 넘어 스웨덴으로 탈출한다.

## 출연
- 숀 빈 - 소령 잭 존스
- 대니 디어 - 상병 밥 레인스
- 이자벨라 미코 - 리브 젠슨
- 제임스 다시 - 해군 소령 이언 플레밍
- 윌 휴스턴 - 병장 맥켄지
- 액슬 헤니 - 중위 스타이너 모텐슨
- 가이 버넷 - 라일리